# Scelophysa scheffoldi
Scelophysa scheffoldi är en skalbaggsart som beskrevs av Dombrow 1999. Scelophysa scheffoldi ingår i släktet Scelophysa och familjen Melolonthidae. Inga underarter finns listade i Catalogue of Life.